# Afrovenator
Afrovenator („Africký lovec“) byl středně velký masožravý dinosaurus (teropod), dosahující délky kolem 8 metrů a hmotnosti asi 1000 kilogramů. Žil zhruba před 165 milióny let (v období střední jury) na území dnešní severní Afriky. Měl velkou prodlouženou hlavu s vysokým počtem ostrých zubů, krátké, ale silné přední končetiny s ostrými zahnutými drápy, dlouhé zadní končetiny nesoucí váhu těla a dlouhý, svalnatý ocas.

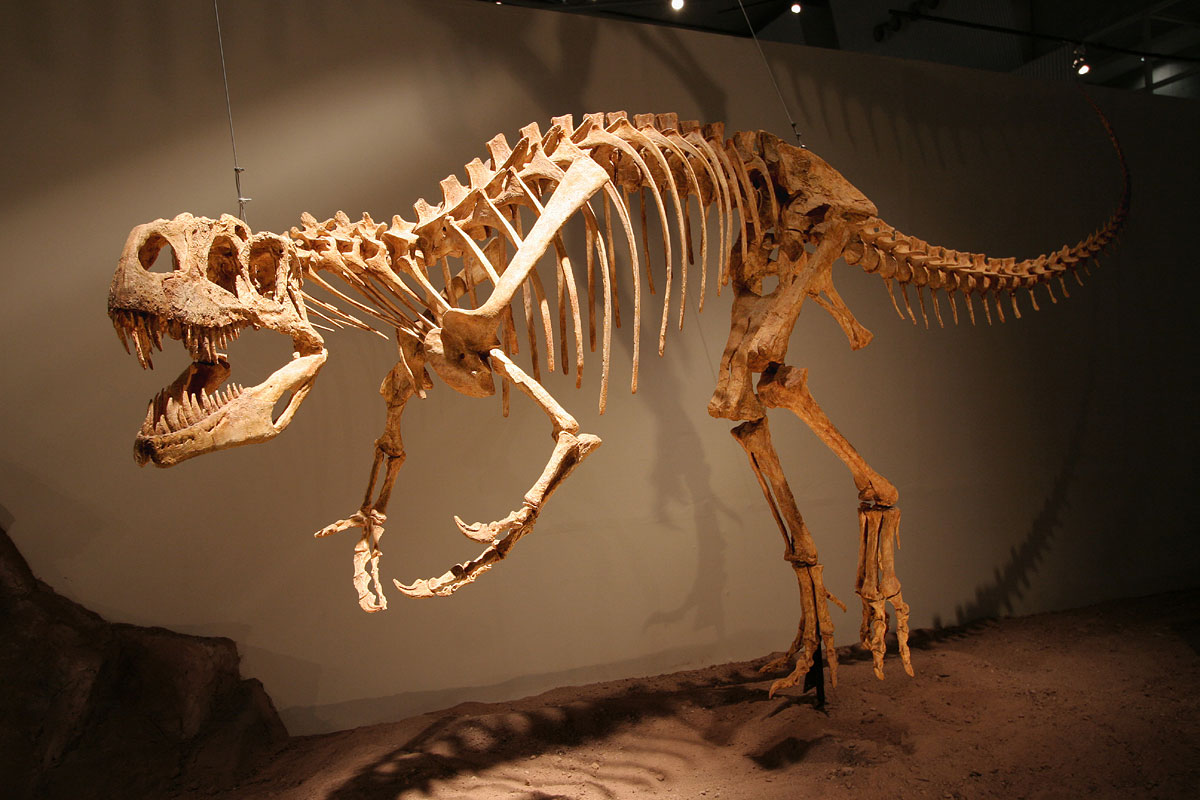
Kostra druhu Afrovenator abakensis